# 3357 Tolstikov
A 3357 Tolstikov (ideiglenes jelöléssel 1984 FT) a Naprendszer kisbolygóövében található aszteroida. Antonín Mrkos fedezte fel 1984. március 21-én.